# Duopol
Duopol är en sorts oligopolmarknad med endast två konkurrerande säljare. I praktiken brukar ordet dock oftast användas när det är två ledande konkurrerande företag som har kontroll över marknaden.

## Exempel på duopolmarknader
Ett viktigt exempel på en duopolmarknad är den elektroniska betalningsmarknaden, där Visa och Mastercard tillsammans kontrollerar en mycket stor andel. År 2000 var de motståndare i en rättegång.
Andra exempel på duopolmarknader:
- Pepsi vs Coca-Cola i marknaden för kolsyrade söta drycker
- Airbus vs Boeing i kommersiella jetflygplanmarknaden
- AMD vs Intel i processormarknaden
- Marvel Comics vs DC Comics i amerikanska superhjälteserietidningar
- Vodafone vs Mobinil i den egyptiska mobilmarknaden
- Telecom vs Vodafone i den nyzeeländska mobilmarknaden

### Politik
I länder med tvåpartisystem, där två partier har i stort sett all makt, kan politiken beskrivas som ett duopol, till exempel USA, där republikanerna och demokraterna tillsammans har i det närmaste alla platser i parlamentet.